# For Singles Only
For Singles Only es una película de comedia estadounidense de 1968 dirigida por Arthur Dreifuss y protagonizada por John Saxon, Mary Ann Mobley, Lana Wood, Peter Mark Richman y Ann Elder.

## Argumento
Las amigas cercanas Anne Carr (Mary Ann Mobley) y Helen Todd (Lana Wood) se mudan a un complejo para solteros donde todos los inquilinos deben ser solteros y tener menos de 30 años.
Un par de vecinos hacen una apuesta con el playboy soltero Bret Hendley  (John Saxon) de que no podrá seducir a Anne con éxito. Bret es demasiado caballero para aceptarlo, pero cuando Anne se entera de que el dinero pagaría la educación universitaria de Bret, acepta de buena gana un romance.
El Sr. Parker (Milton Berle), el administrador del edificio, organiza una fiesta de compromiso para Bret y Anne y luego procede a desalojarlos del local. Mientras resuelven sus problemas, Helen sufre una experiencia traumática que la hace considerar renunciar a los hombres para siempre.

## Reparto
- John Saxon como Bret Hendley.
- Mary Ann Mobley como Anne Carr.
- Lana Wood como Helen Todd.
- Mark Richman como Gerald Pryor (como Mark Richman).
- Ann Elder como Nydia Walker.
- Chris Noel como Lily.
- Marty Ingels como Archibald Baldwin.
- Hortense Petra como Miss Jenks.
- Charles Robinson III como Jim Allen.
- Duke Hobbie como Bob Merrick.
- Walter Wanderley Trio como ellos mismos.
- Cal Tjader Band como ellos mismos.
- The Lewis & Clarke Expedition como ellos mismos.
- Nitty Gritty Dirt Band como ellos mismos.
- The Sunshine Company como ellos mismos.
- Milton Berle como el señor Parker.

## Producción
El rodaje comenzó el 18 de septiembre de 1967. Fue un papel de comedia poco común para John Saxon.

## Recepción de la crítica
Una reseña contemporánea en The New York Times realizada por el crítico de cine Vincent Canby describió la película como «un drama romántico tonto y sin sentido sobre jóvenes tontos y sin sentido que viven, nadan y hacen boogoloo todo el día en uno de esos edificios de apartamentos del sur de California restringidos a solteros de piel gamuza oscura», añadiendo que la película «es realmente una fantasía impotente sobre la vida sexual de los jóvenes [...] sólo un productor de cine anciano que vive en el sur de California podría seguir vivo y, sin embargo, estar tan muerto al significado del mundo alrededor de él». En su reseña para AllMovie, la crítica Sandra Brennan escribió que la película «trata básicamente sobre la explotación [de] dos jóvenes ingenuas», una de las cuales «obtiene experiencia de primera mano sobre la violación en grupo y el suicidio».